# Dia Internacional da Mulher Rural
O Dia Internacional da Mulher Rural foi implementado pela Assembleia Geral das Nações Unidas, e é comemorado todos os anos no dia 15 de outubro, tem como objectivo destacar o papel e a situação das mulheres das áreas rurais.

## História
O primeiro Dia Internacional da Mulher Rural foi pela primeira vez comemorado no dia 15 de outubro de 1995, e foi promovido e organizado pela Fundação WWSF (Women's World Summit Foundation). Dez anos mais tarde, a Assembleia Geral das Nações Unidas, adoptou oficialmente a data, com a assinatura da Resolução 62/136, no dia 18 de dezembro de 2007.

## Conceito de Mulher Rural
Uma mulher rural é toda e qualquer pessoa do género feminino que viva e trabalhe numa área rural. A maioria depende dos recursos naturais e da agricultura para viver, sendo em muitos casos agricultoras, empresárias ou trabalhadoras agrícolas formais ou informais.
Apesar de serem 25% da população do mundo e 43% da força de trabalho agrícola mundial, apenas 20% dos proprietários de terras são mulheres que encontram mais entraves do que os homens no acesso a serviços financeiros, à protecção social e sindicatos e os seus salários são em média 40% mais baixos que os dos homens.
Muitas delas vivem em áreas em que o acesso a serviços de saúde, água e ensino é escasso e apesar de desempenharem um importante papel dentro das comunidades, estão sujeitas a leis e normas sociais que as discriminam que reduzem substancialmente a sua participação nos processos de tomada de decisão.
Entre as tarefas desempenhadas por elas encontram-se a produção, o processamento e a venda de produtos agrícolas. A estas somam-se os afazeres domésticos, cuidar da família e da comunidade sem qualquer tipo de remuneração.

## Objectivos
Comemorado pela primeira vez em 2008, promove e reconhece o papel que as mulheres rurais desempenham em prol da segurança alimentar e da erradicação da pobreza rural e consequentemente são essenciais para que Objetivos de Desenvolvimento Sustentável definidos pela Organização das Nações Unidas, sejam atingidos.
Ao mesmo tempo procura consciencializar e alertar a comunidade para a sua situação e para as dificuldades que enfrentam.